# Kampania o Aitape – Wewak
Kampania o Aitape – Wewak – jedna z ostatnich kampanii na wojny na Pacyfiku podczas II wojny światowej. Od listopada 1944 do końca wojny w sierpniu 1945 roku australijska 6 Dywizja Piechoty, przy wsparciu powietrznym i morskim, walczyła z japońską 18 Armią w północnej Nowej Gwinei. Australijczycy uważali te działania za operację „oczyszczającą” i chociaż ostatecznie zakończyły się one sukcesem, ponieważ japońskie siły zostały wyparte z terenów przybrzeżnych i zepchnięte w głąb lądu, gdzie w trudnej do przebycia dżungli wymierały z głodu i chorób, to straty Australijczyków również były wysokie. Ponieważ Japonia znajdowała się już wtedy na skraju klęski, straty te doprowadziły do kwestionowania przez australijskie społeczeństwo militarnej konieczności prowadzenia tej kampanii.

## Tło
W 1942 roku Japończycy zajęli region Aitape w północnej części Nowej Gwinei w ramach swojej generalnej ofensywy na południe. Przez cały rok 1943 i 1944 alianci uruchomili serię ofensyw na Nowej Gwinei i okolicznych wyspach, próbując zneutralizować główną japońską bazę wokół Rabaulu na Nowej Brytanii, jako część generalnej ofensywy w kierunku Filipin, zaplanowanej na lata 1944–1945. 22 kwietnia 1944 siły amerykańskie – głównie 163 Pułkowy Zespół Bojowy z 41 Dywizji Piechoty – wylądowały w Aitape i odbiły ten obszar, aby pomóc zabezpieczyć flankę sił amerykańskich walczących w rejonie Hollandii.
Po tych wydarzeniach Aitape rozwinęło się jako baza, z której można było wspierać trwający postęp aliantów w kierunku Filipin, a siły amerykańskie na tym obszarze powiększyły się o elementy 31. i 32 Dywizji Piechoty. W dużej mierze siły te pozostały na niewielkim obszarze obronnym wokół lotniska, a poza bitwą nad rzeką Driniumor w lipcu walki były ograniczone. Gdy rozpoczęły się przygotowania do wyzwolenia Filipin, postanowiono, że obrona tego obszaru zostanie przekazana siłom australijskim, aby umożliwić amerykańskim żołnierzom służbę w innym miejscu. W rezultacie, na początku października 1944 roku, żołnierze z australijskiej 6 Dywizji wraz z personelem pomocniczym z 3 Bazy Sub Area zaczęli przybywać do Aitape, aby odciążyć amerykański garnizon. Pierwszą przybyłą jednostką był 2/6 Pułk Komandosów Kawalerii, który niemal natychmiast rozpoczął patrolowanie.

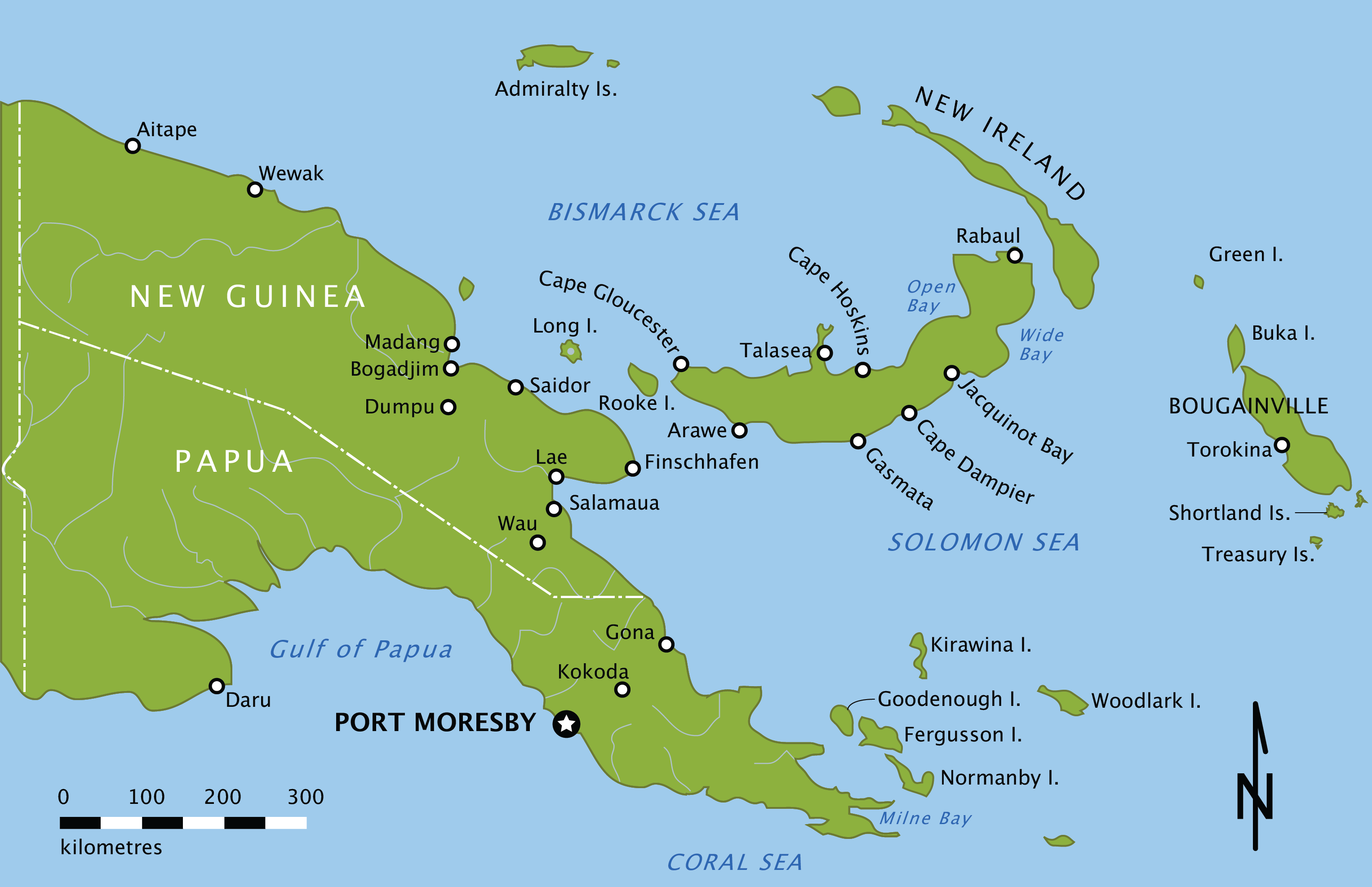
Mapa Nowej Gwinei, w tym Aitape i Wewaku

Japońskie wojska w rejonie Aitape składały się z około 30 000 do 35 000 żołnierzy z 18 Armii. Siły te mocno ucierpiały podczas kampanii o Salamaua – Lae w latach 1943–1944, a także podczas nieudanego ataku na amerykański garnizon w Aitape w lipcu 1944 roku. W rezultacie australijski sztab planistyczny uznał, że staje w obliczu trzech japońskich dywizji – 20., 41. i 51. – z których wszystkie zostały zredukowane do siły brygady. Japończykom brakowało wsparcia powietrznego i morskiego, wielu żołnierzy było chorych i wygłodzonych, a działania zaopatrzeniowe Japończyków w tamtym czasie ograniczały się do sporadycznych dostaw samolotami lub okrętami podwodnymi.
W przeciwieństwie do japońskich obrońców, Australijczycy byli znacznie lepiej wyposażeni i odżywieni, a ich służby medyczne i inne służby wsparcia działały nieporównywalnie wydajniej. Otrzymywali także umiarkowane wsparcie powietrzne, które zapewniało 71 Skrzydło RAAF, w którego skład wchodziły Dywizjony 7., 8. i 100., wyposażone w lekkie bombowce Beaufort, podczas gdy rozpoznanie powietrzne zapewniały samoloty Boomerang i Wirraway z 4 Dywizjonu. Siły morskie, znane jako Wewak Force, wspierały lądowanie w Zatoce Dove i obejmowały okręty HMA „Swan”, „Colac”, „Dubbo” i „Deloraine”, a także okręty z 1 Flotylli ML Nowej Gwinei pod dowództwem Billa Doversa, kapitana „Swana”.

## Bitwa

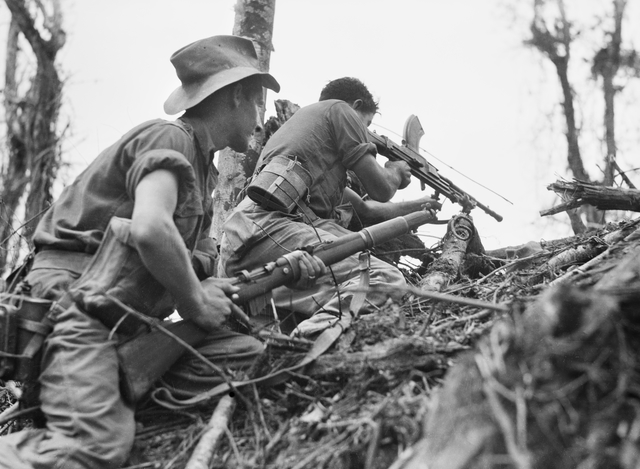
Australijski zespół ręcznego karabinu maszynowego Bren w akcji w pobliżu Wewaku, czerwiec 1945

Po porażce nad rzeką Driniumor w lipcu japoński dowódca, gen. Hatazō Adachi, wycofał swoje siły z wysuniętych pozycji, a w okresie przestoju, który nastąpił później, siły Adachiego skupiły się na zdobywaniu pożywienia w Górach Torricelli i rejonie Wewaku, ponieważ głód i choroby zaczęły zbierać wśród nich żniwo. W tym okresie było bardzo mało kontaktów między siłami japońskimi i amerykańskimi w rejonie, a Amerykanie pozostawali na pozycji głównie defensywnej, ograniczając swoje działania do ograniczonych patroli wokół swoich pozycji nad Driniumorem. Japończycy ze swojej strony, nie mając znaczących zasobów powietrznych i morskich oraz amunicji i innych zapasów, również starali się unikać walk. Po przybyciu Australijczyków dowódca 6 Dywizji Piechoty, gen. mjr Jack Stevens, postanowił rozpocząć działania ofensywne, choć na ograniczoną skalę, aby oczyścić obszar wybrzeża z sił japońskich.
Początkowo powierzono mu obronę portu, lotniska i baz w Aitape, a 2/6 Pułk Komandosów Kawalerii otrzymał rozkaz natarcia w kierunku Wewaku, aby zniszczyć resztki japońskiej 18 Armii. Patrole 2/6 Pułku poprzedziły główny australijski atak siłami 6 Dywizji. Natarcie, które rozpocząło się w listopadzie 1944 roku, przebiegało wzdłuż dwóch osi — 19 Brygada poruszała się wzdłuż wybrzeża w kierunku japońskiej bazy w Wewaku, podczas gdy 2/6 Pułk Komandosów Kawalerii, współpracujący z oddziałami ANGAU, wkroczył w obszar Gór Torricelli, kierując się w stronę Mapriku, około 30 km w głąb lądu od wybrzeża i około 90 km na południowy wschód od Aitape. Region ten dostarczał Japończykom w rejonie Wewaku wielu niezbędnych zapasów. Podczas gdy natarcie było w toku, 17 Brygada otrzymała zadanie zbudowania pozycji obronnej wokół lotniska i baz w Aitape, podczas gdy 16 Brygada została zatrzymana w rezerwie.
19 grudnia 19 Brygada przekroczyła rzekę Danmap i zaczęła przesuwać się na wschód, aby przeciąć główną japońską linię komunikacyjną. Nastąpiła seria drobnych działań, ale nie doszło do żadnych znaczących starć, a po czterech tygodniach Australijczycy dotarli do Wallum, około 72 km na wschód od Aitape. Tydzień później, 24 stycznia 1945 roku 16 Brygada zastąpiła 19. na tym odcinku, podczas gdy 17 Brygada kontynuowała natarcie na zachód przez Torricellis.
Operacje te charakteryzowały się długim patrolowaniem na małą skalę z atakami sił wielkości kompanii. Postępy wojsk australijskich zostały spowolnione przez trudności w transporcie zaopatrzenia drogą lądową lub barkami oraz błyskawiczne powodzie na kilku rzekach, które Australijczycy musieli przekroczyć. W jednym przypadku siedmiu żołnierzy z 2/3. batalionu utonęło w wezbranych wodach rzeki Danmap, która nagle podniosła się po ulewnym deszczu. Po zajęciu Zatoki Dogreto problemy Australijczyków z zaopatrzeniem nieco zelżały. 16 marca 1945 roku lotniska w But i Dagua na wybrzeżu zostały zajęte, chociaż walki w głębi lądu trwały przez kolejne dwa tygodnie, kiedy Australijczycy walczyli o przejęcie kontroli nad przełęczą Tokuku. 25 marca por. Albert Chowne, dowódca plutonu z australijskiego 2/2. batalionu, poprowadził atak na japońską pozycję, która blokowała natarcie na Wewak. Za swoje czyny został pośmiertnie odznaczony Krzyżem Wiktorii. Ciężkie walki trwały przez cztery dni, a Australijczycy po raz pierwszy w tej wojnie uciekli się do użycia miotaczy ognia, skutecznie wykorzystując je przeciwko silnie okopanym japońskim pozycjom; broń ta wywarła głęboki efekt psychologiczny, podnosząc morale Australijczyków i jednocześnie osłabiając i tak bardzo niskie poczucie bezpieczeństwa japońskich obrońców, z których wielu po prostu uciekało, widząc australijskie zespoły z miotaczami ognia.

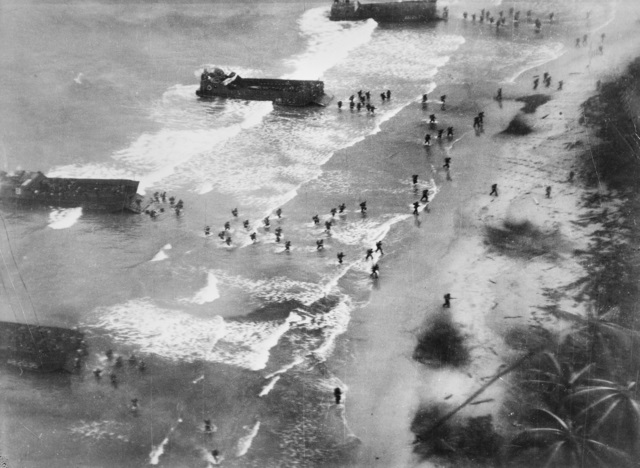
Lądowanie Farida Force w Zatoce Dove, maj 1945

W Górach Torricelli 17 Brygada kontynuowała natarcie przeciwko upartej japońskiej obronie. Do 23 kwietnia 1945 roku Australijczycy zabezpieczyli Maprik. Upadek miasta pozwolił Australijczykom rozpocząć budowę lotniska oddalonego o 13 km w Hayfield, ukończoną 14 maja, co umożliwiło szybkie dostarczanie posiłków i zaopatrzenia. Tymczasem 19 Brygada na początku maja rozpoczęła atak na Wewak. Okręty HMAS „Hobart”, „Arunta”, „Warramunga”, „Swan” i HMS „Newfoundland” z Brytyjskiej Floty Pacyfiku, a także samoloty RAAF zbombardowały obronę Wewaku. 11 maja Farida Force przeprowadziło desant morski w Zatoce Dove, aby okrążyć Wewak i uniemożliwić ucieczkę jego garnizonu. Miasto padło tego samego dnia, gdy 19 Brygada zajęła jego lotnisko. Walki wokół lotniska Wewak trwały do 15 maja, kiedy żołnierze z 2/4. batalionu, przy wsparciu pancernym, zaatakowali japońskie pozycje z widokiem na pas startowy. Podczas tego ataku szer. Edward Kenna dokonał bohaterskich czynów, atakując kilka japońskich bunkrów, co przyniosło mu odznaczenie Krzyżem Wiktorii.
Po upadku Wewaku pozostali w tym rejonie Japończycy wycofali się na południe w Góry Księcia Aleksandra. Aby temu przeciwdziałać, wysłano 16 Brygadę, aby ich ścigała i zepchnęła w kierunku oddziałów 17 Brygady, która posuwała się na wschód w stronę Mapriku. Tymczasem 19 Brygada natknęła się na silnie bronione pozycje wokół kilku wzniesień znanych jako Góra Kawakubo, Góra Tazaki i Góra Shiburangu. Walki te trwały przez cały czerwiec i lipiec. Operacje w rejonie trwały do 11 sierpnia, kiedy to 16 Brygada dotarła do Numoikum, około 23 km od Wewaku, podczas gdy 17 Brygada zdobyła Kairivu, 24 km od Wewaku. Na tym etapie działań otrzymano informację, że rząd japoński rozpoczął rozmowy na temat warunków kapitulacji, więc operacje ofensywne zostały wstrzymane.

## Następstwa
Do końca kampanii Australijczycy stracili 442 zabitych i 1141 rannych. Ponadto 145 żołnierzy zmarło z innych przyczyn, a 16 203 zostało wymienionych jako „straty z powodu chorób”. Wiele z tych ofiar było wynikiem szczepu malarii odpornego na atebrin, który zainfekował ten obszar. Szacuje się, że liczba ofiar wśród Japończyków wyniosła od 7000 do 9000 zabitych, a 269 zostało pojmanych podczas walk. Po zakończeniu działań wojennych na Nowej Gwinei poddało się około 13 000 Japończyków, a kolejne 14 000 zmarło z głodu i chorób podczas całej kampanii.
Już w trakcie kampanii kwestionowano militarną konieczność jej przeprowadzenia, ponieważ stało się jasne, że walki te będą miały niewielki wpływ na wynik wojny. W związku z tym argumentowano, że japońskie siły w Aitape – Wewaku nie stanowiły żadnego strategicznego zagrożenia dla aliantów, gdy ci posuwali się już w kierunku Wysp Macierzystych Japonii, i że jeśli udałoby się je skutecznie odizolować, można by je pozostawić same sobie, aby „zwiędły na pniu” (ang. wither on the vine), gdy ich zapasy zupełnie się wyczerpią. W związku z tym kampanię czasami określano jako „niepotrzebną”, a generał (późniejszy marszałek polny) Thomas Blamey, głównodowodzący Australijskich Sił Zbrojnych, został oskarżony o przeprowadzenie jej „dla własnej chwały”. Oficer armii i historyk wojskowości Eustace Keogh stwierdza, że „politycznie lub strategicznie ofensywy na Wyspie Bougainville’a i w Aitape – Wewak nie miały żadnego pożytecznego celu”.
Niemniej jednak, w czasie planowania operacji australijscy dowódcy nie mieli możliwości wiedzieć, kiedy wojna się skończy, a istniały polityczne i operacyjne powody, aby przeprowadzić tę kampanię. Pod koniec 1944 roku australijska armia odgrywała już drugorzędną rolę w walkach z Japończykami i istniała polityczna potrzeba, aby Australia udowodniła, że wciąż dzieli ciężar wojny na Pacyfiku. Ponieważ Nowa Gwinea była wówczas terytorium australijskim, argumentowano, że istnieje też odpowiedzialność Australii za oczyszczenie tego obszaru z wrogich wojsk. Niezależnie od tego, z powodu niedoborów siły ludzkiej w australijskiej gospodarce, rząd zażądał, aby armia znalazła sposób na zmniejszenie jej liczebności, jednocześnie wymagając od niej utrzymania sił do podejmowania dalszych operacji przeciwko Japończykom aż do 1946 roku. Aby to zrobić, argumentowano, że konieczne było oczyszczenie z Japończyków obszarów, które zostały pominięte, aby umożliwić redukcję stacjonujących tam garnizonów.